# Sitticus wuae
Sitticus wuae är en spindelart som beskrevs av Peng X., Tso I., Li S. 2002. Sitticus wuae ingår i släktet Sitticus och familjen hoppspindlar. Inga underarter finns listade i Catalogue of Life.